# 依功過論處
（德語發音：[ˈjeːdm̩ das ˈzaɪ̯nə]）是拉丁語俗語suum cuique的德語翻譯，意為「各得其所應得」。這個俗語在第二次世界大戰時被納粹用來作爲布痕瓦尔德集中营的座右銘放在集中營入口處，所以在現代德國使用時引起爭議。

## 歷史
Jedem das Seine 作爲慣用的俗語已經有好幾個世紀了。馬丁·路德與他同時代的作品曾使用此詞。此外，它亦出現在巴赫的送讚曲，1715年在魏瑪初次演奏的Nur jedem das Seine (BWV 163)中。一些19世紀的喜劇也以Jedem das Seine作爲標題，包括瑞爾斯塔柏與卡羅琳·伯恩斯坦的作品。一種諷刺性的對於這個俗語曲解 "jedem das Seine, mir das Meiste" (依功過論處，對我而言最重要)，作爲一個眾所皆知的成語有一段時間了，也出現在Carl Zuckmayer的1931年的電影The Captain of Köpenick中。
1937年，納粹建造了在德國魏瑪附近的布痕瓦尔德集中营，座右銘Jedem das Seine 就位於集中營的大門口。這個門是由曾經是包豪斯藝術學院學生的Franz Ehrlich設計的，他後來也被關進集中營，因爲他是共產主義者。

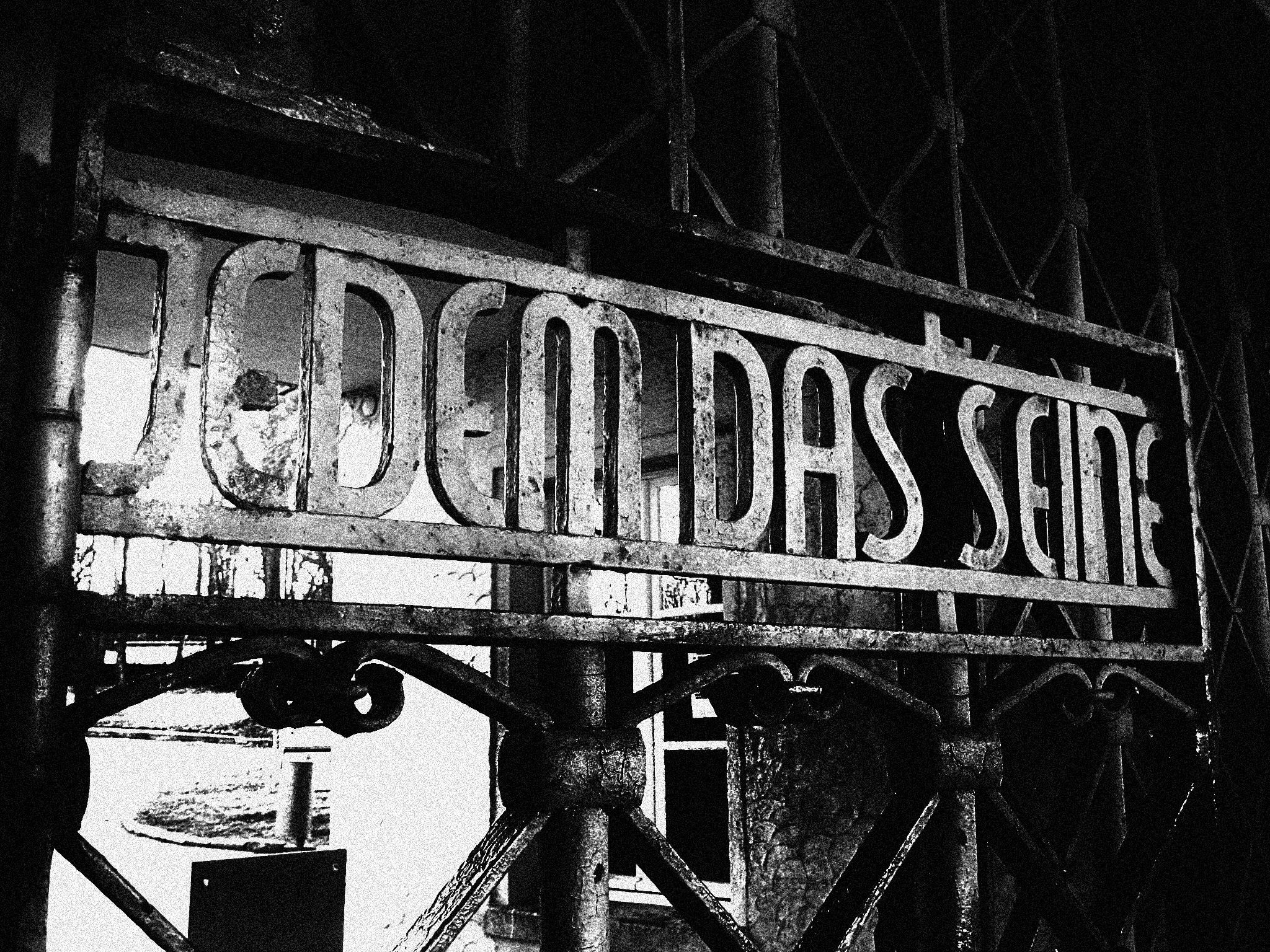
布痕瓦尔德集中营的大門口，展示了它的座右銘 Jedem das Seine

## 爭議
現代的一些德語的廣告，包括Nokia, 雷弗超市, 漢堡王，Merkur銀行的廣告，在使用俗語Jedem das Seine或Jedem den Seinenhave後，都因爭議而遭到破壞。
2009年一月，埃克森美孚旗下的埃索加油站内，一則沏寶的咖啡廣告以Jedem den Seinen! 作爲標語。這則廣告在遭到德國猶太人中央委員會的抗議后撤除，公司的發言人表示他們的承包商並不知道這段話與納粹有關聯。
2009年3月，在北萊茵-西發利亞的一個學生團體與德國基督教民主聯盟合作的教育抗議活動使用了這個標語，但之後受到輿論影響撤除了
2018年5月，Peek & Cloppenburg的廣告使用了這則俗語，在受到許多批評後也對此事作出辯解。